# IC 2094
IC 2094 ist eine Spiralgalaxie vom Hubble-Typ S im Sternbild Eridanus am Südsternhimmel. Sie ist rund 596 Millionen Lichtjahre von der Milchstraße entfernt und hat einen Durchmesser von etwa 140.000 Lj. 

Im selben Himmelsareal befinden sich u. a. die Galaxien NGC 1665, IC 2095, IC 2097, IC 2098.
Das Objekt wurde am 17. Februar 1903 von Isaac Roberts entdeckt.